# Ow (Adelsgeschlecht)

Wappen derer von Ow

Ow (auch Owa, Ouwe, Owe, Awa, Aw, Auw, Au und Ow und in allen Fällen Au(e) gesprochen) ist der Name eines alten schwäbischen Adelsgeschlechts mit seinem Stammhaus Ouwe bei Obernau (Landkreis Tübingen), das der schwäbischen Reichsritterschaft angehört.

## Geschichte

### Ursprung und Verbreitung

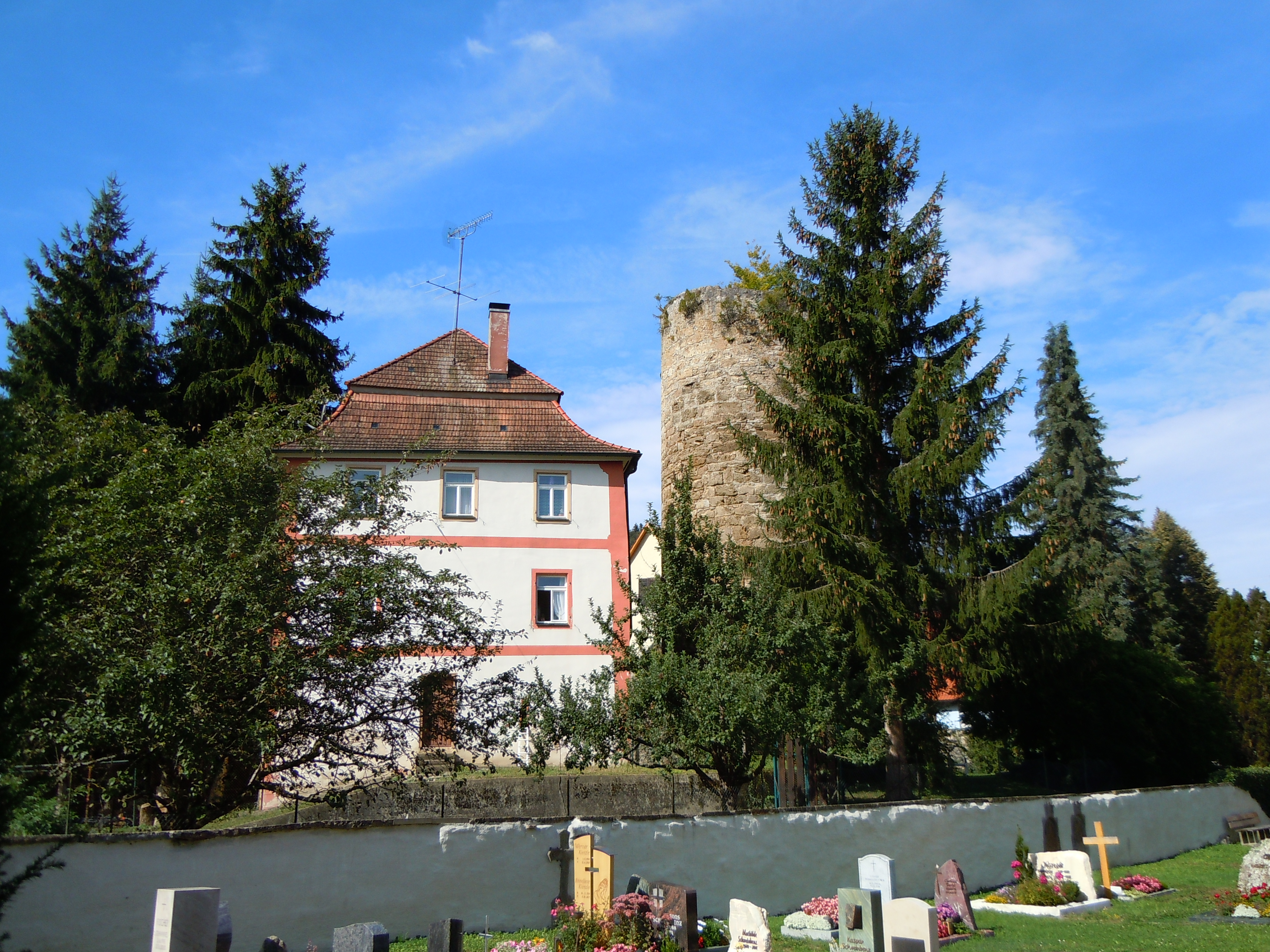
Bergfried der Burg Ouwe neben Schloss Obernau

Das Geschlecht hat seinen Ursprung in Schwaben und erscheint erstmals urkundlich mit Wolferat de Owa im Jahr 1095. Die Burg Ouwe befand sich in Obernau, ihr mittelalterlicher Bergfried steht noch. Das überwiegend am oberen Neckar begüterte Geschlecht tritt zwischen 1080 und 1140 mit Heinrich (siehe unten), Gerbold, Werner, Wolfrad und Adelbert in der Überlieferung einiger schwäbischer Reformklöster auf. Die Familie besaß den Status von Edelfreien und soll (nach neueren Forschungen) eine frühe Nebenlinie der Grafen von Altshausen-Veringen sein. Im 13. Jahrhundert begaben sich die Ow offenbar in die Ministerialität der mächtigeren Grafen von Zollern-Hohenberg. 1245 ist Hermanus de Owe erstmals als deren Dienstmann erwähnt. Mit ihm beginnt auch die Stammreihe der Familie.
Das Geschlecht verzweigte sich in viele Linien, Hermanns Enkel Albert, Hermann und Volkart begründeten um 1275 die Linien in Wachendorf, Hirrlingen und Bodelshausen. Mitte des 14. Jahrhunderts kam Schloss Roseck hinzu sowie später auch ritterliche Sitze in Öschingen (ab 1406), Wurmlingen, Hechingen, Pfäffingen, Rottenburg und Sterneck. Im 14. und 15. Jahrhundert kam durch Heiraten Streubesitz zwischen Schwarzwald und schwäbischer Alb hinzu.
Die Herren von Ow brachten u. a. Geistliche, Gutsbesitzer, Politiker, Juristen, sowie Söldner und Beamte hervor. Johannes von Ow († 1481) war Großbailli und deutscher Großprior des Johanniterordens. Hans von Ow zu Wachendorf († 1571) vermählte sich – den hohen sozialen Stand der Familie bezeugend – 1526 mit Markgräfin Rosine von Baden; er führte 1564 in Wachendorf die Reformation ein, die jedoch von seinen Nachfolgern 1615 wieder rückgängig gemacht wurde.

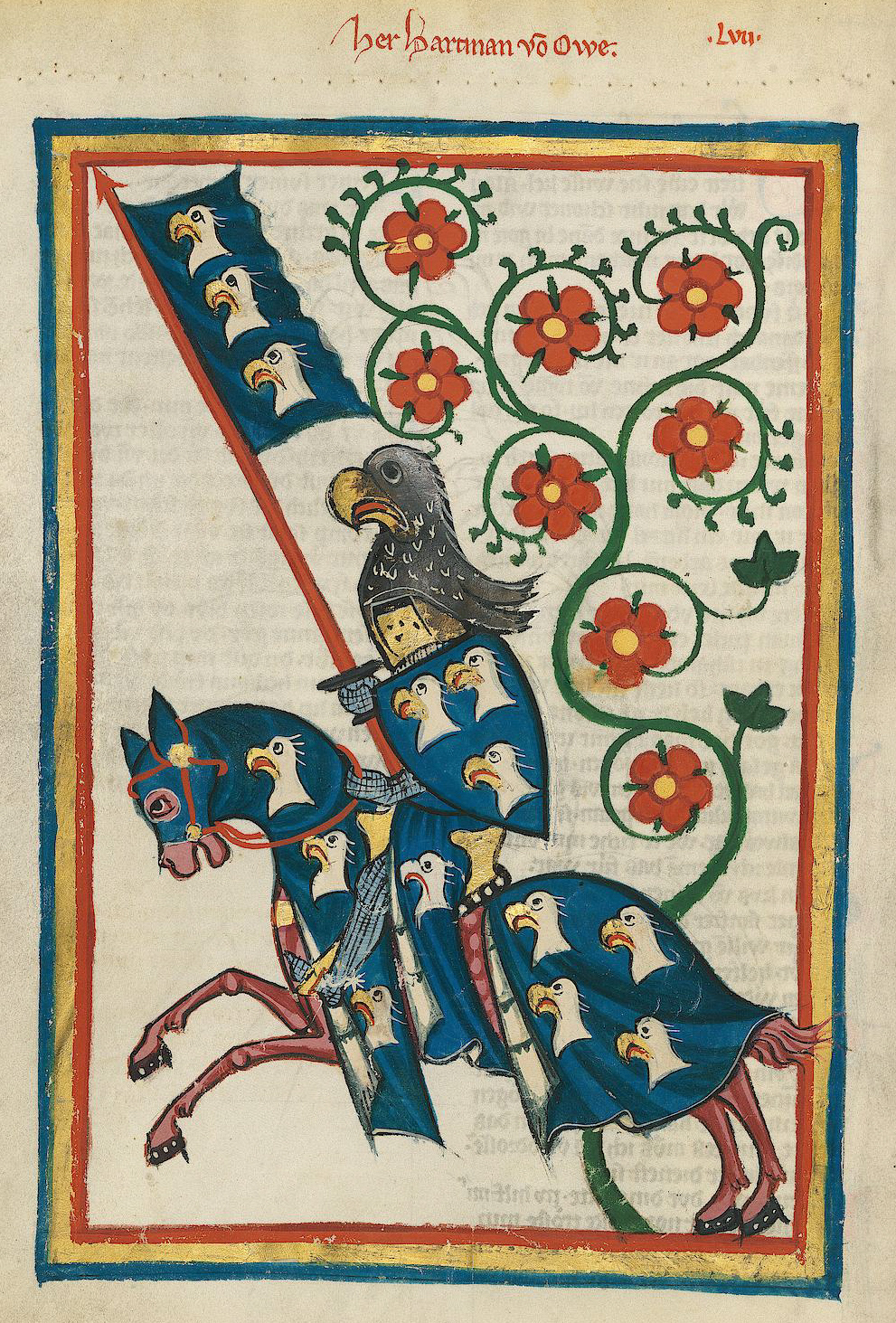
Vermuteter Ahnherr: Hartmann von Aue (idealisierte Miniatur im Codex Manesse um 1300)
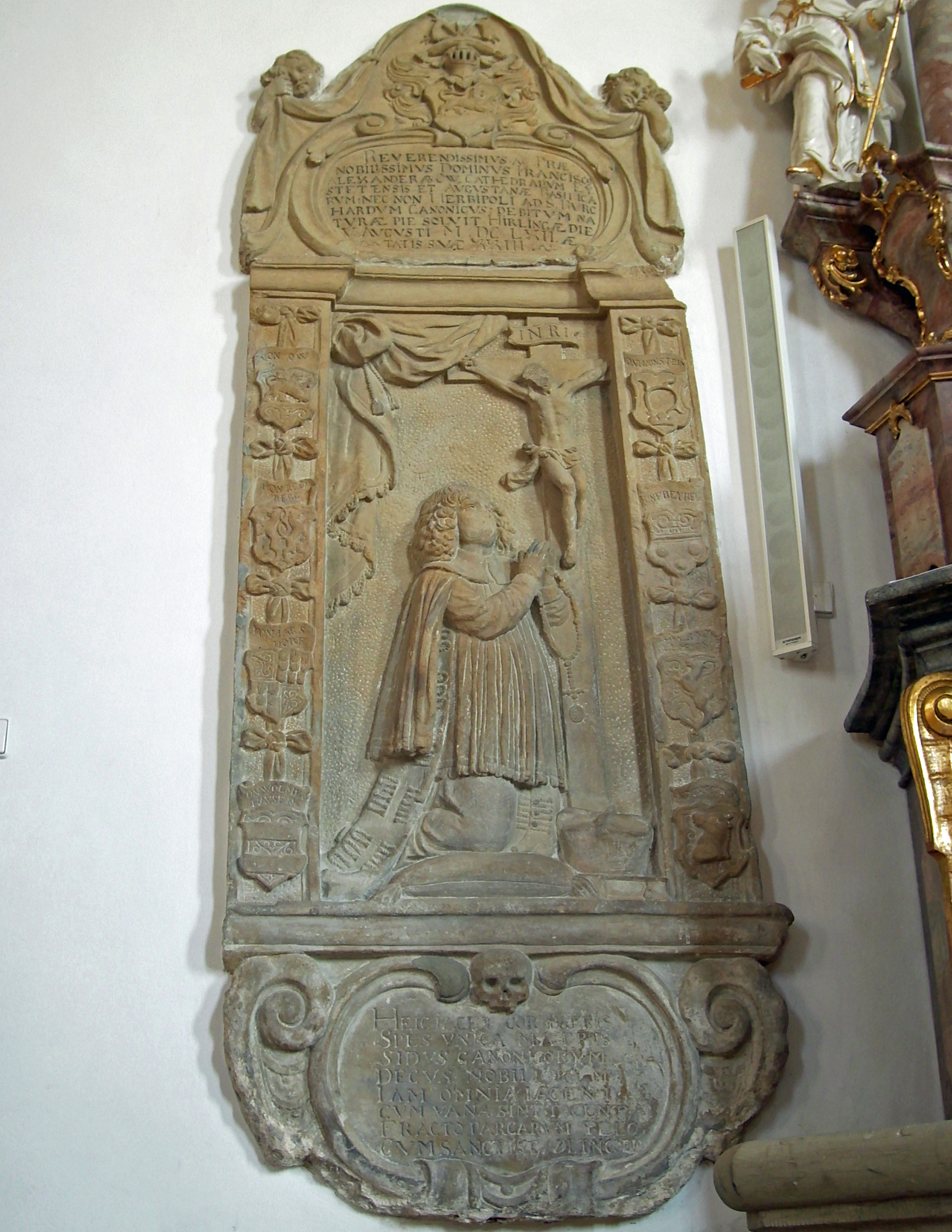
Grabstein Franz Alexander von Ow (in der Kirche von Hirrlingen)
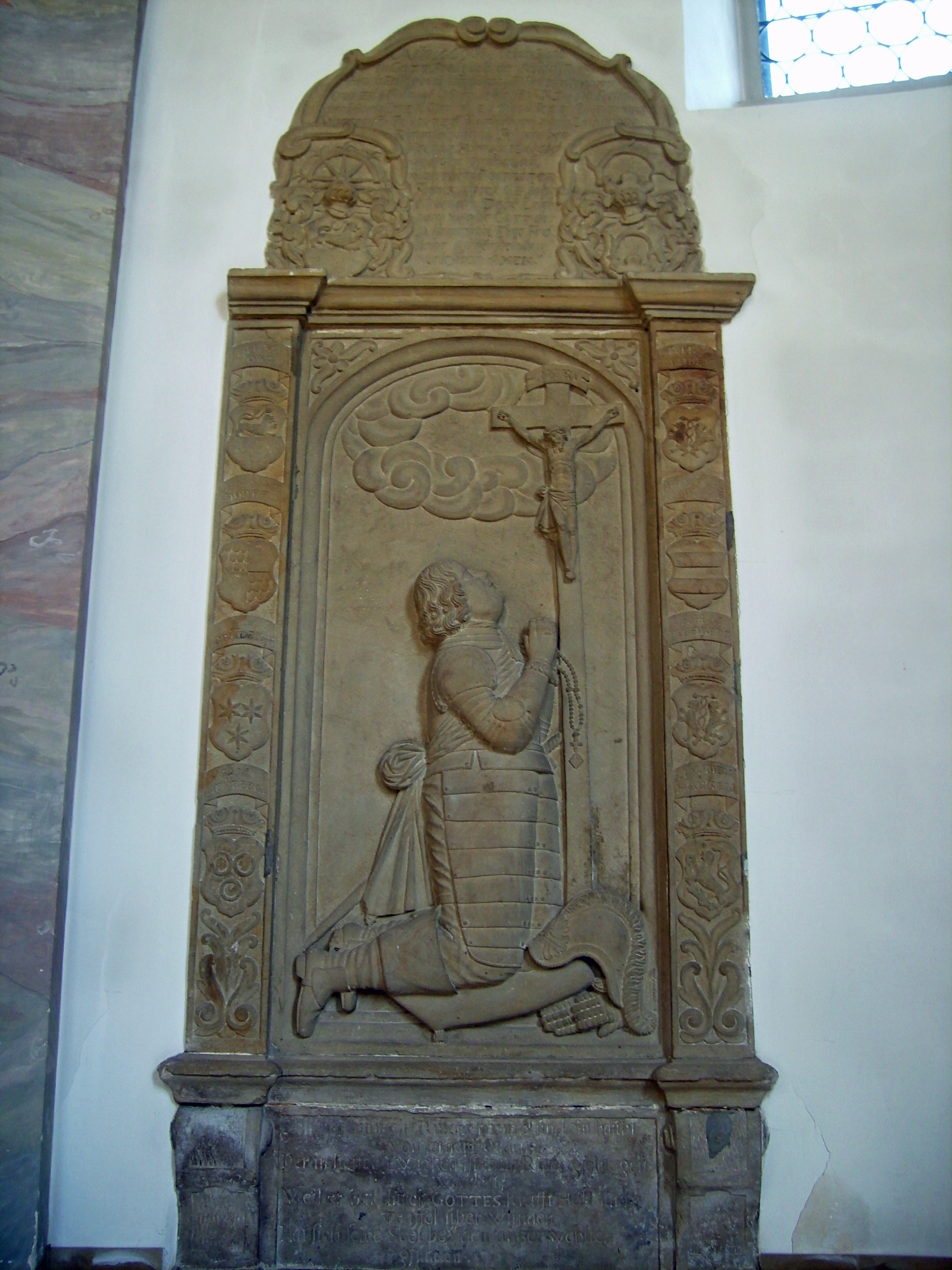
Grabstein Johann Friedrich von Ow
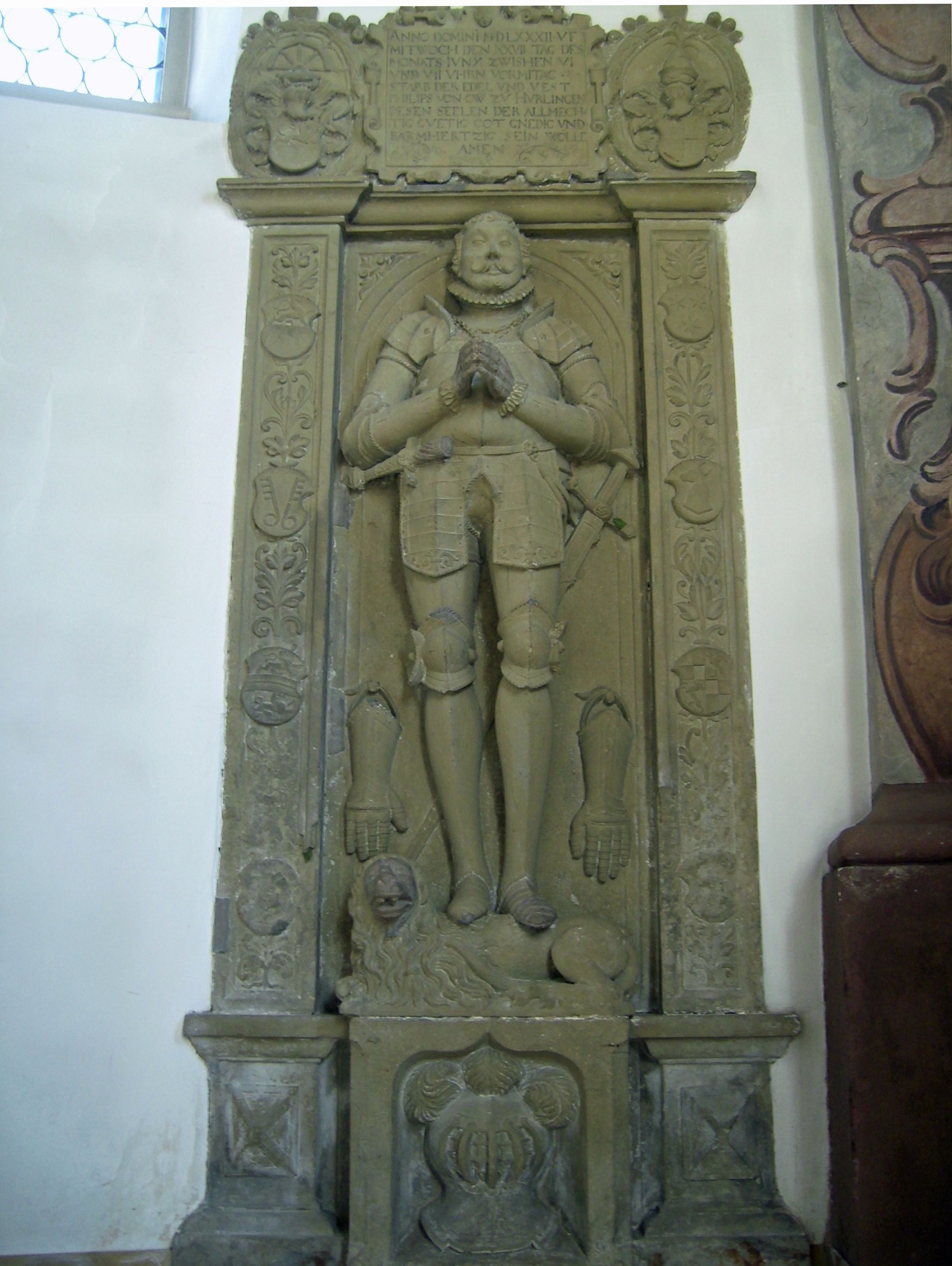
Grabstein Philipp von Ow
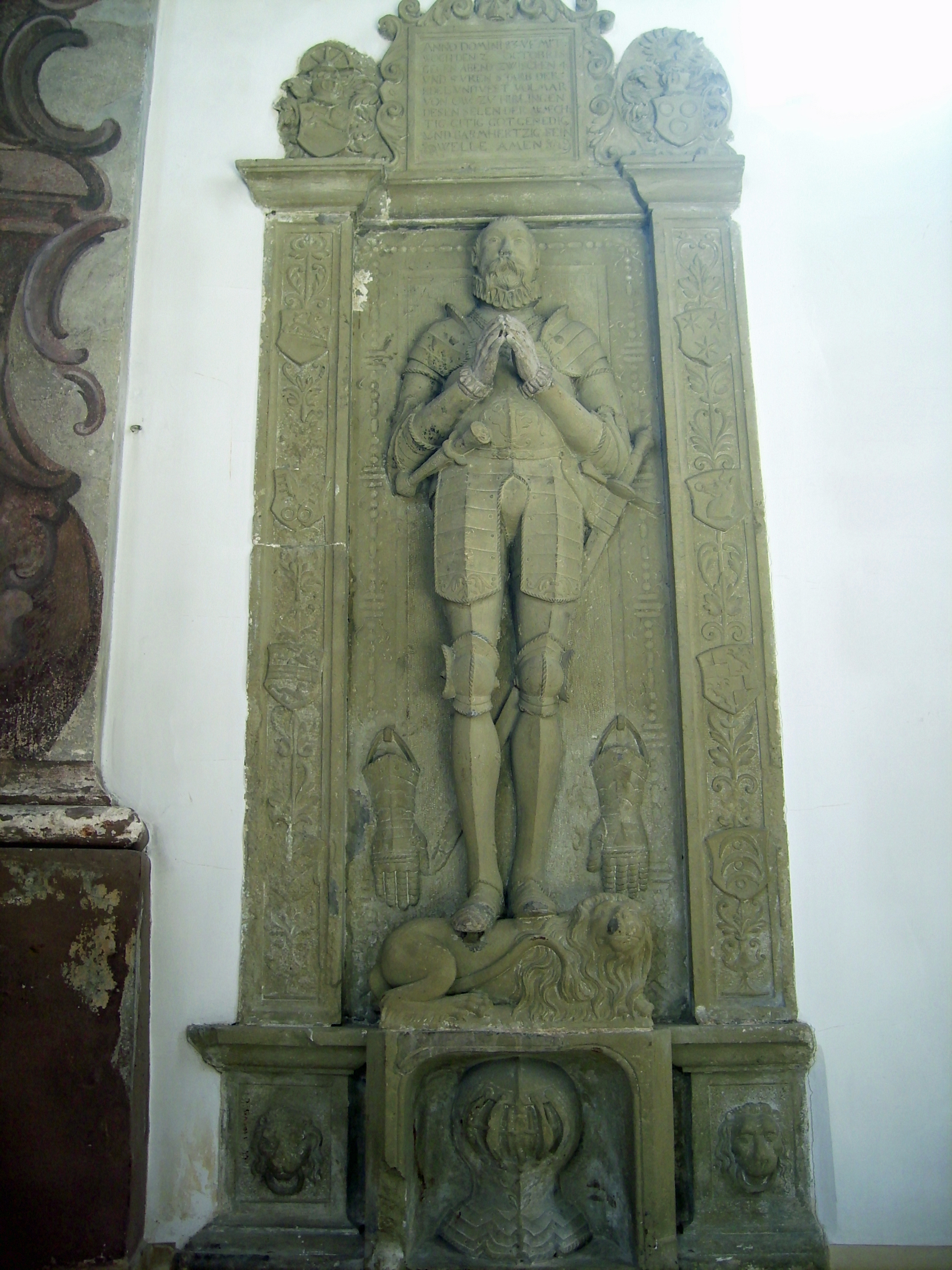
Grabstein Volmar von Ow
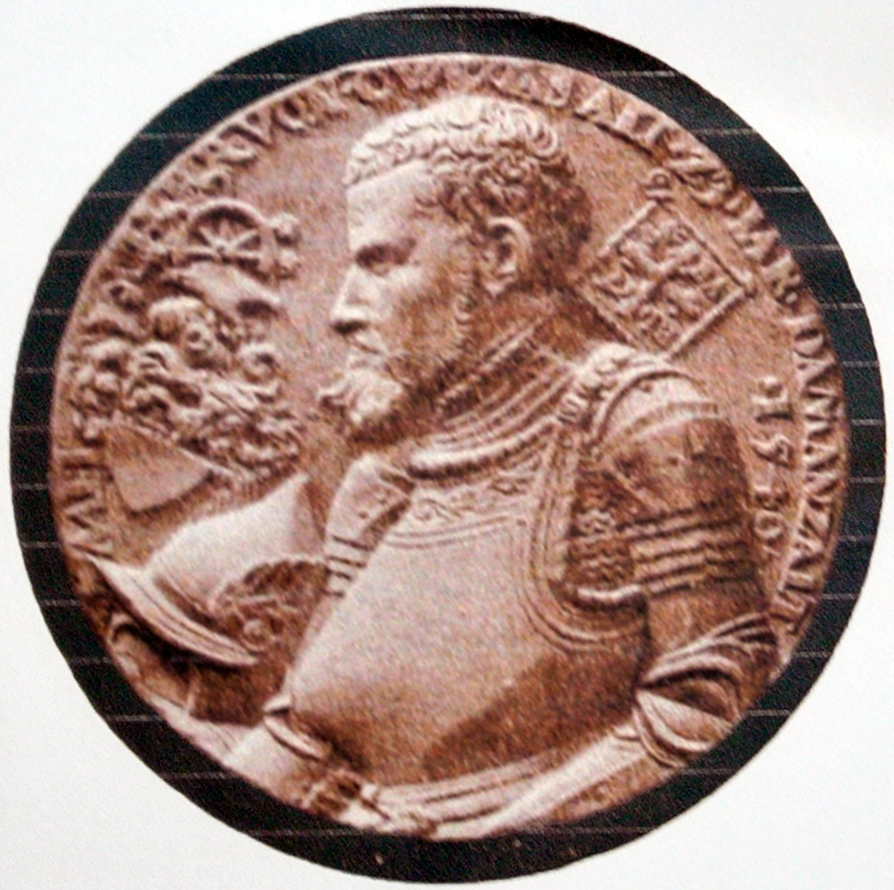
Melchior von Ow
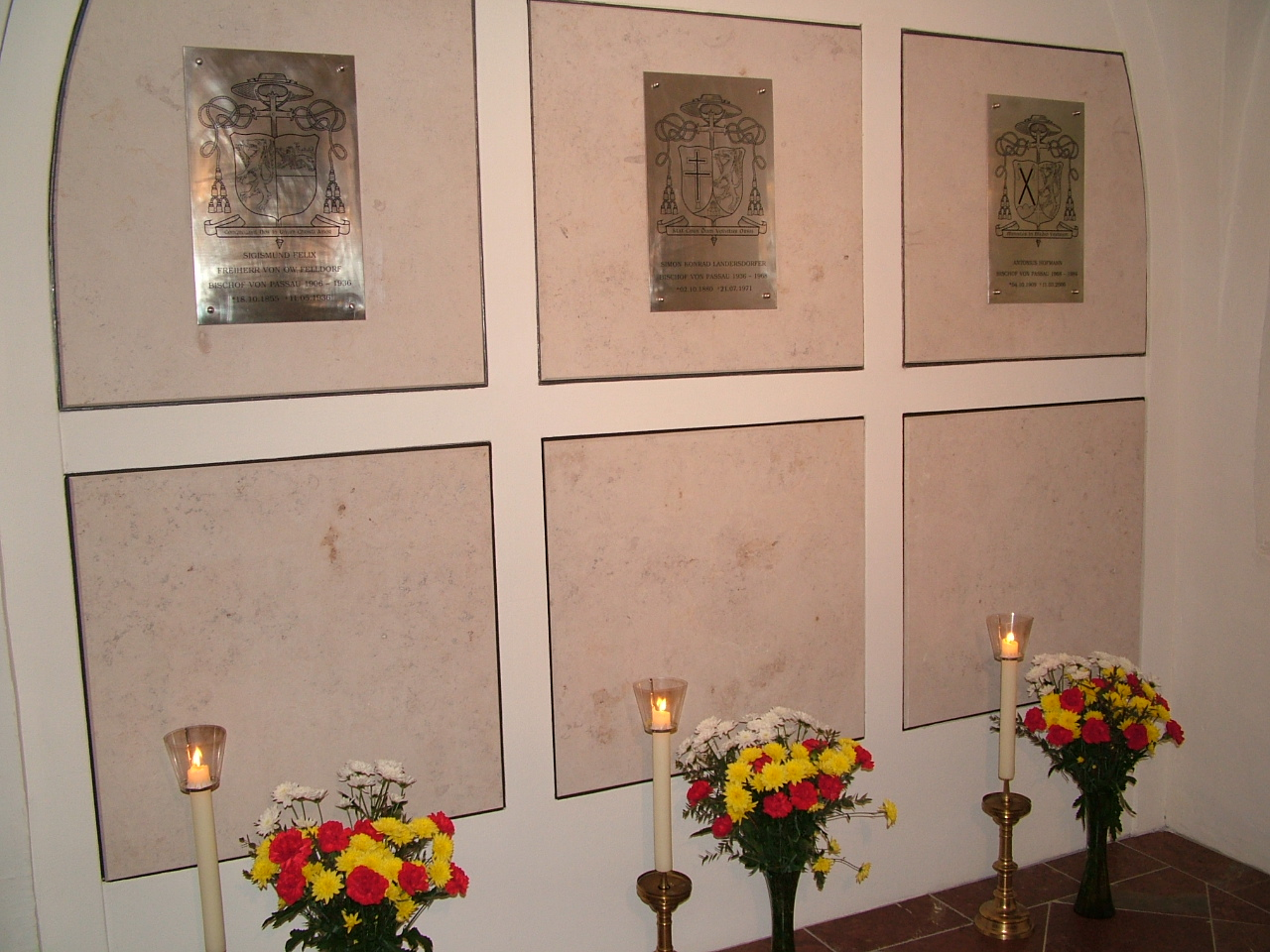
Grab des Sigismund Felix von Ow-Felldorf, Bischof von Passau (1906–1936)
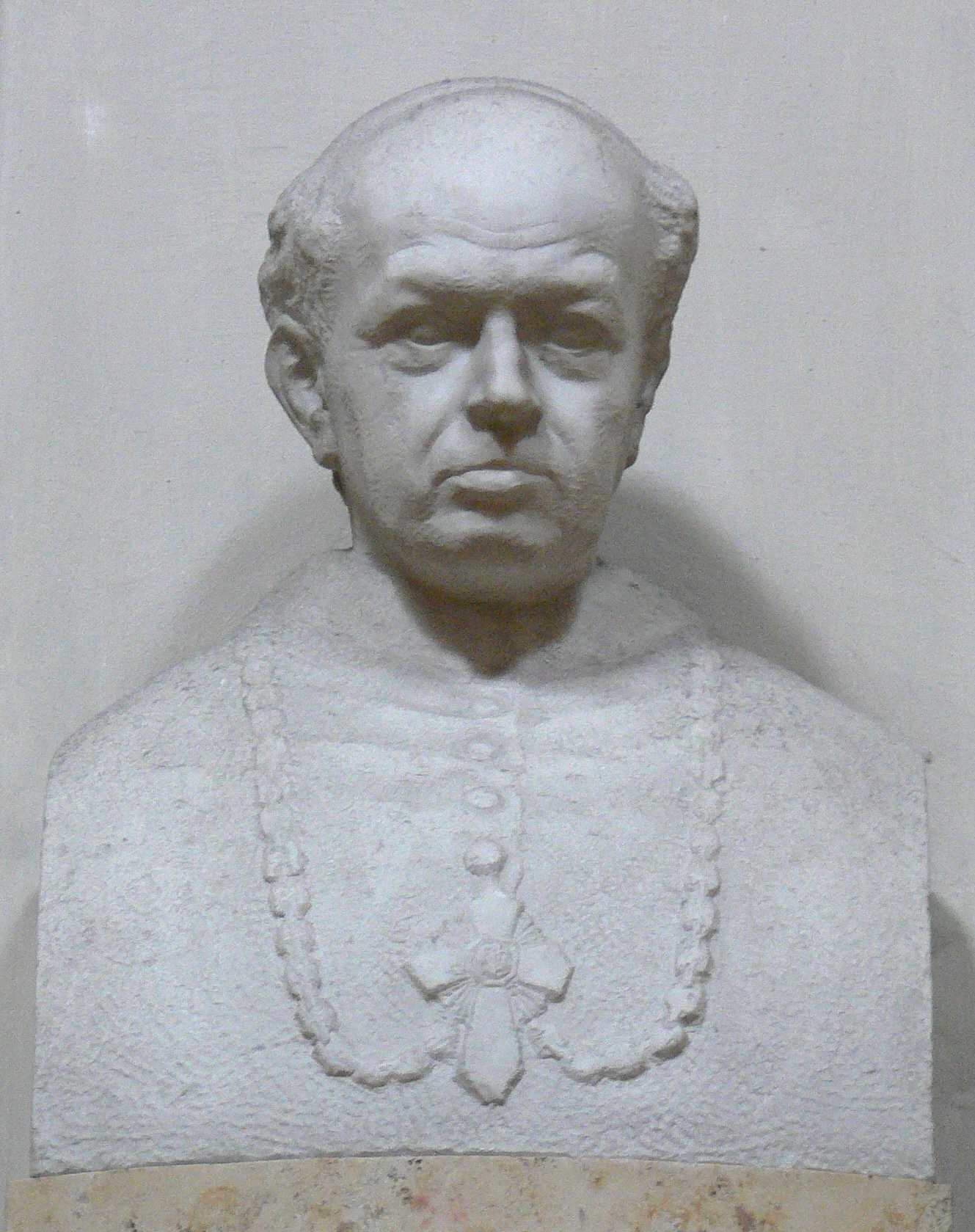
Passau Dom: Grabdenkmal mit Büste des deutschen, katholischen Bischofs von Passau (von 1906 bis 1936), Freiherr Sigismund Felix von Ow-Felldorf
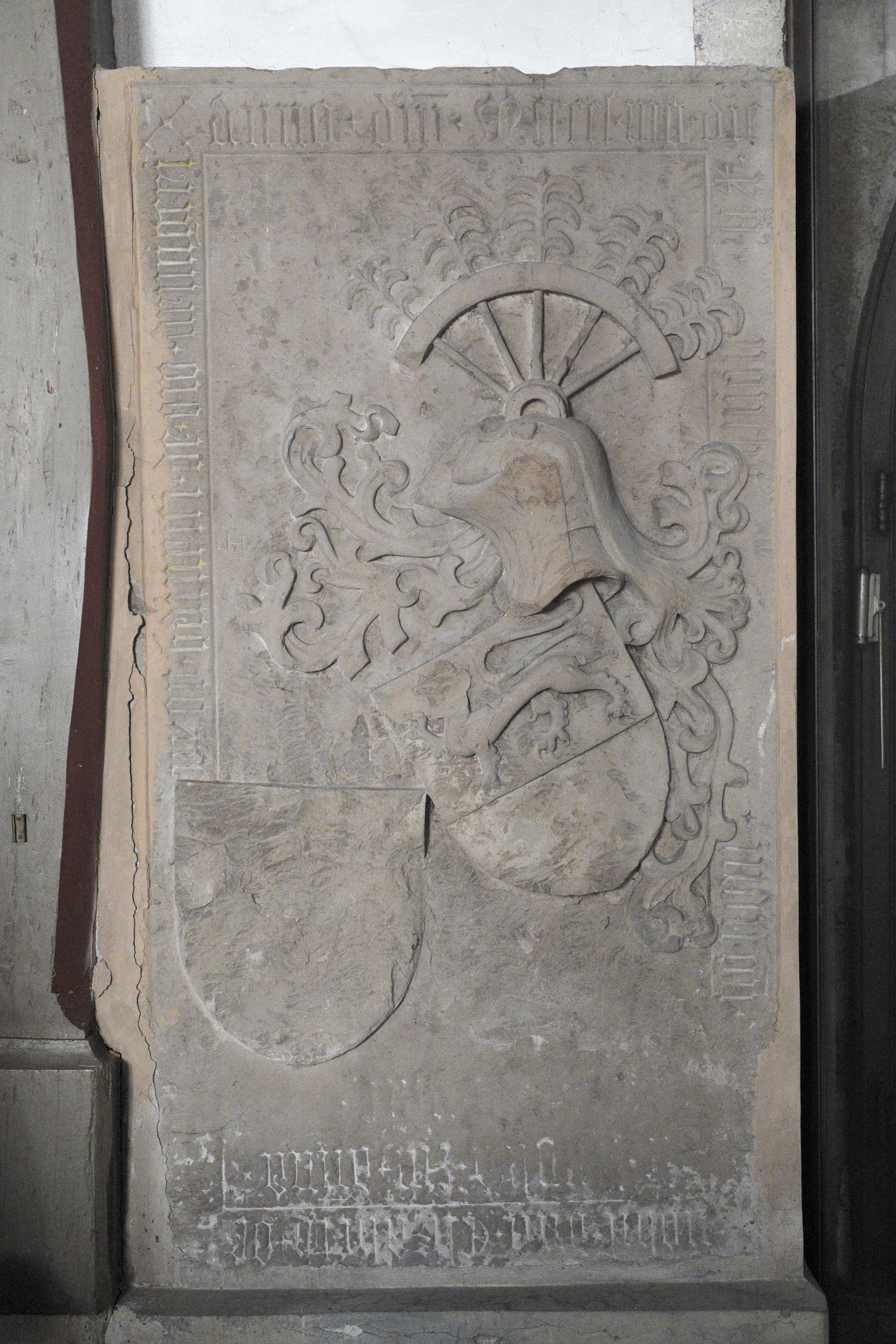
Grabplatte der Elisabeth von Ow (1458) Balingen (Friedhofskirche)

### Nobilitierungen und Besitztümer

#### Adelige Linie Öschingen
Die Familie derer von Ow erfuhr im Laufe der Zeit Adelserhebungen und Adelsbestätigungen. Die Immatrikulation im Königreich Bayern erfolgte bei der Adelsklasse am 8. April 1813 für Joseph Fidel von Ow, gräflich Eckart’scher Gerichtsverwalter zu Bertoldsheim.

#### Freiherrliche Linie
Die Kurfürstlich bayerische Edelmannsfreiheit wurde am 21. September 1677 auf Schloss Schleißheim für Franz Carl von Ow, nachmalig kurfürstlich bayerischer Hauptpfleger zu Hohenschwangau vergeben.
Reichsfreiherrnstand mit der Anrede „Wohlgeboren“ am 6. September 1681 in Wien erhielten die Brüder und Vettern Johann Erhard von Ow, Gutsherr auf Ahldorf (heute Ortsteil von Horb am Neckar) und Wachendorf, erzherzoglicher österreichischer und bischöflich augsburgischer Rat, Oberstjägermeister sowie Pfleger zu Oberdorf (heute Ortsteil von Bopfingen) und Ottilienberg, Franz Carl von Ow, kurfürstlich bayerischer Oberstfalkenmeister und Oberstjägermeister sowie Hauptpfleger zu Hohenschwangau, Adam Gottfried von Ow, Gutsherr auf Neuhaus und Hirrlingen, kurfürstlich pfälzischer Kämmerer und bischöflich augsburgischer Geheimer Rat sowie Hofmarschall und Pfleger zu Eislingen, Johann Friedrich von Ow, Gutsherr auf Hirrlingen und Sterneck, kaiserlicher Rittmeister und bischöflich eichstättischer Rat sowie Oberstallmeister und Pfleger zu Dollenstein (Dollnstein), und für Ferdinand Carl von Ow, markgräflich badischer Hofkavalier. Johann Anton Freiherr von Ow (1748–1812) war dirigierender Minister des Fürstentums Eichstätt.
Die Kurfürstlich bayerische Anerkennung am 22. November 1688 für den oben genannten Franz Carl Freiherr von Ow.
Bezüglich des familiären Astes Felldorf erfolgte die Immatrikulation im Königreich Bayern bei der Freiherrnklasse am 22. Juni 1810 für Johann Anton Freiherr von Ow, Gutsherr auf Felldorf (ab 1414/1433 im Besitz der Linie Ow-Felldorf), Ahldorf, Neuhaus und Bierlingen, k.k. und bayerischer Geheimer Rat und Appellationsgerichtspräsident a. D.
Bezüglich des familiären Astes Wachendorf erfolgte die Immatrikulation im Königreich Bayern bei der Freiherrnklasse am 22. Juni 1810 für Menrad Friedrich Freiherr von Ow, Gutsherr auf Wachendorf, bayerischer Kämmerer, Generalleutnant und Kommandant von München, sowie für seine Geschwister bzw. am 7. April 1881 für den späteren Generalmajor Hartmann von Ow auf Wachendorf (1888–1969). Bezüglich des familiären Astes Wachendorf erfolgte zudem die württembergische Namensmehrung als „Freiherr von Ow-Wachendorf“, geknüpft an den Besitz von Wachendorf, am 4. März 1907 in Stuttgart für o. g. Hartmanns Bruder Hans-Otto Freiherr von Ow, Majoratsherr auf Wachendorf und Bierlingen, württembergischer Kammerherr und Staatsrat.
Das Geschlecht der Herren und Freiherren von Ow war der schwäbischen Reichsritterschaft mit St. Jörgen-Schild zugehörig. Von 1488 bis 1501 waren alle drei Hauptlinien der Herren von Ow nicht nur kontinuierlich Mitglieder der Rittergesellschaft, sondern haben darin regelmäßig auch hohe Funktionen wahrgenommen.
Der Ast Ow-Wachendorf ist bis heute auf Wachendorf ansässig. Seit 1877 gehört auch Schloss Hohenentringen zum Besitz. Der Ast Ow-Felldorf besitzt das Hofgut Neuhaus bei Starzach und erwarb 1869 im Erbwege von den Grafen Berchem die Güter Haiming und Piesing in Oberbayern, die sich ebenfalls bis heute im Besitz der Familie befinden.

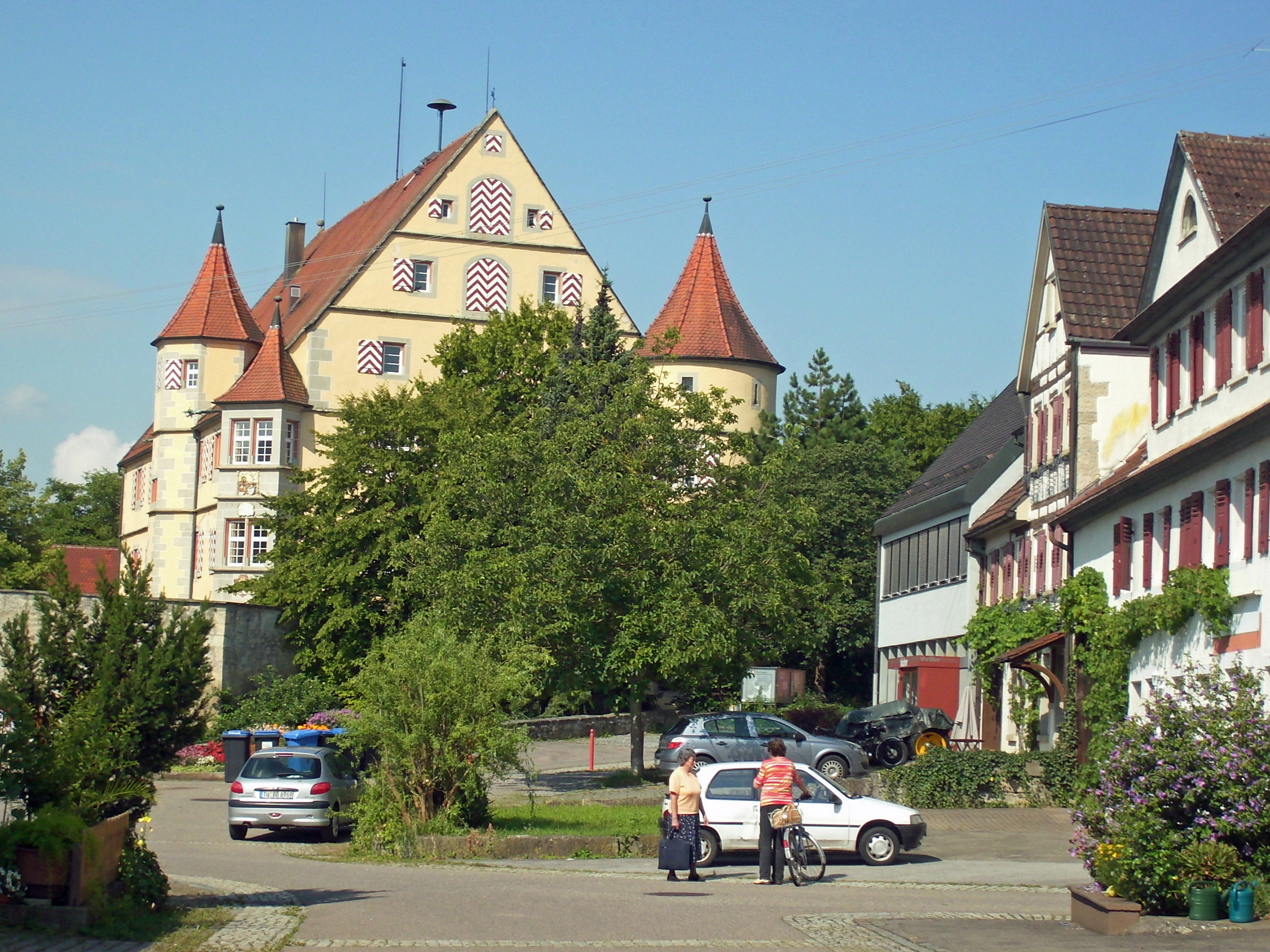
Schloss Hirrlingen, vom 13. Jh. bis 1709 im Besitz der Familie
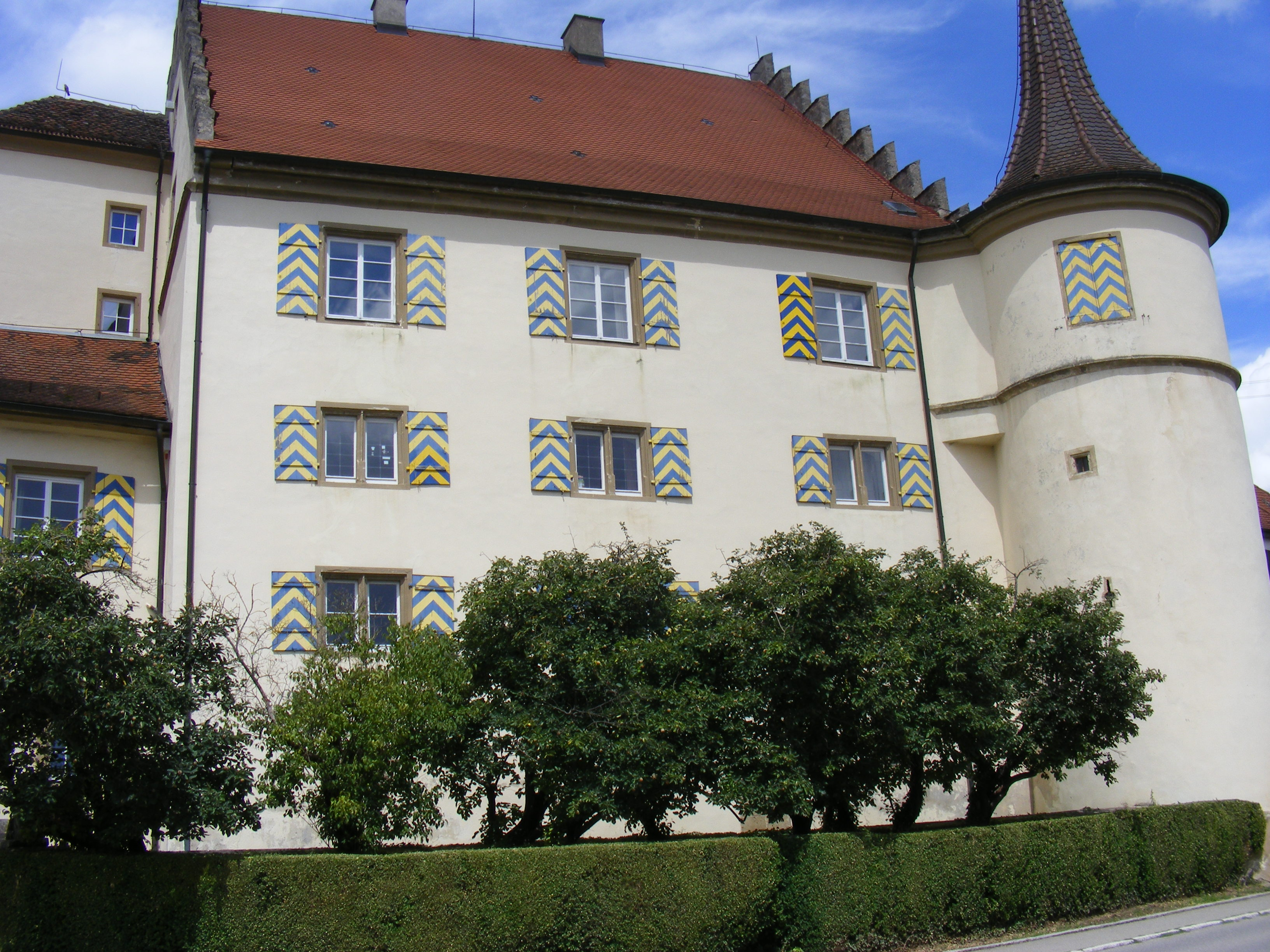
Schloss Wachendorf (Starzach)
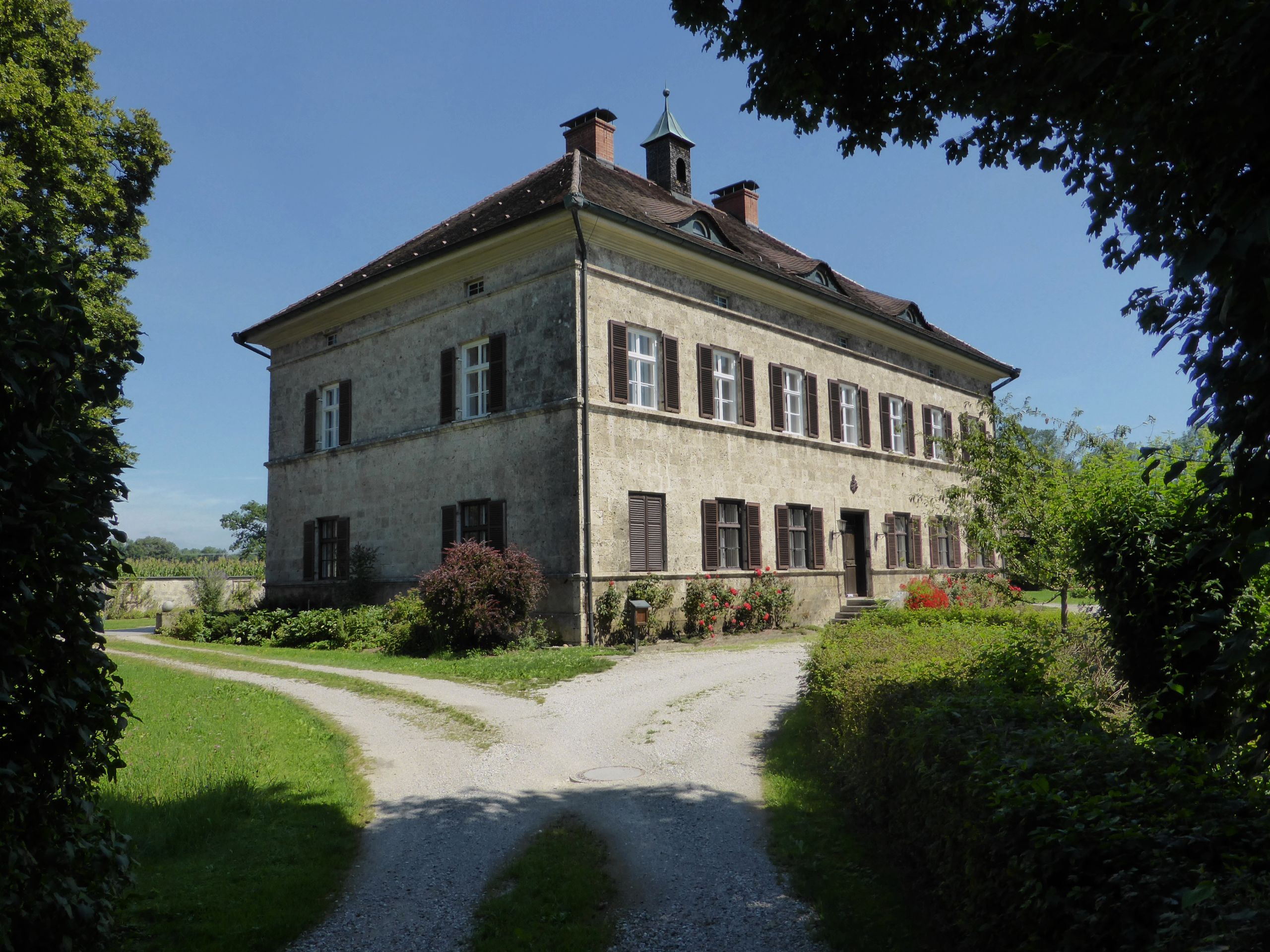
Schloss Haiming
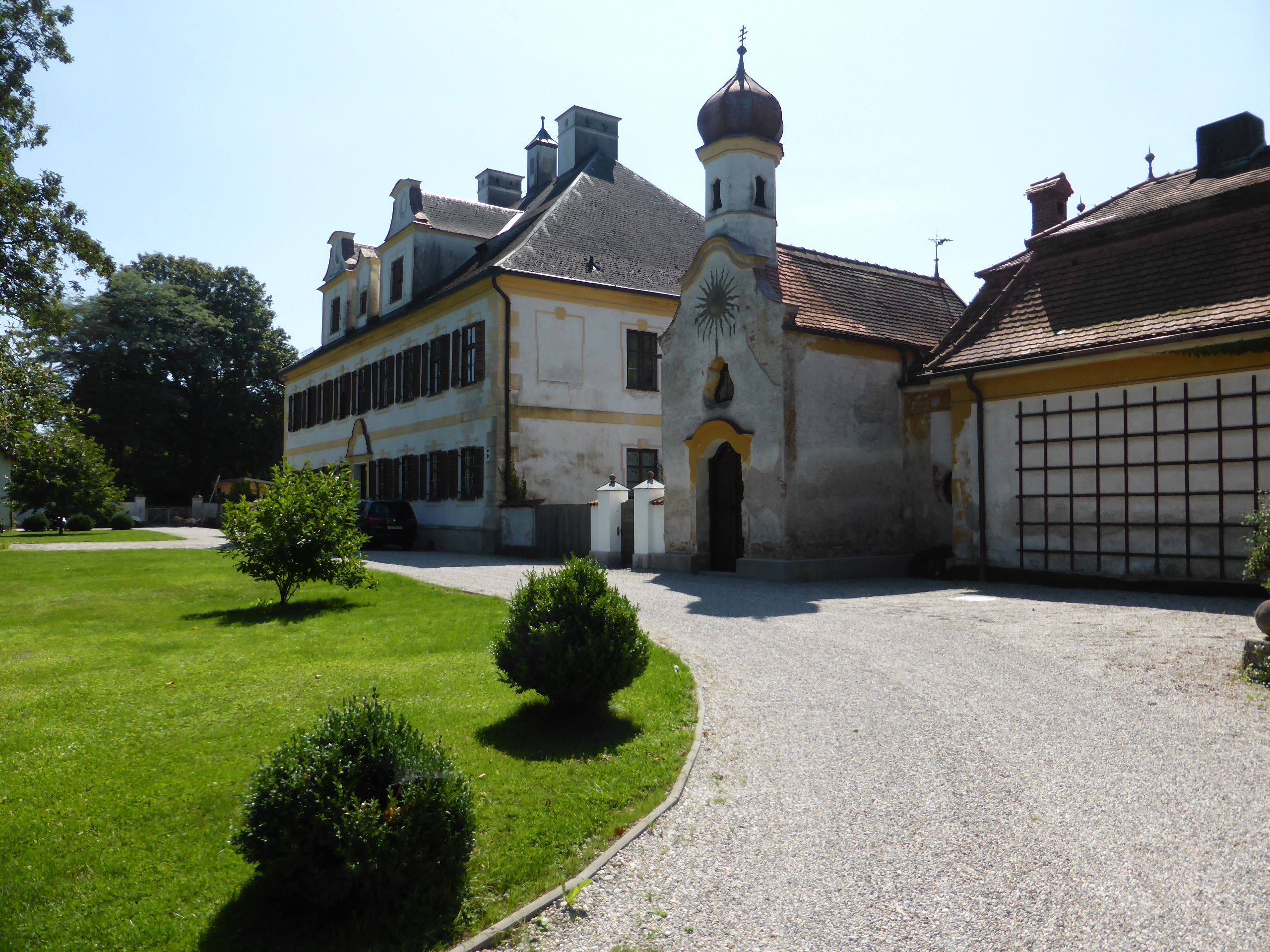
Schloss Piesing

## Wappen
Blasonierung: Das Stammwappen ist in Gold und Blau geteilt und zeigt oben einen zweischwänzigen roten Löwen; auf dem Helm mit rot-goldenen Decken ein viereckiges gold bequastetes rotes Kissen, darauf die fünfspeichige obere Hälfte eines silbernen Rades, die Speichen außen mit je fünf schwarzen Hahnenfedern besteckt.

## Namensträger
- Anita von Ow (* 1950), Schweizer Kinderdarstellerin
- Barbara von Ow-Freytag (* 1957), deutsche Journalistin und Politologin
- Edmund von Ow (1815–1895), deutscher Rittergutsbesitzer und Landtagsabgeordneter
- Felix von Ow (* vor 1846; † nach 1865), Landrichter und Bezirksamtmann in Berchtesgaden (1846 bis 1865)
- Hans von Ow (1843–1921), deutscher Gutsbesitzer und Politiker, MdR
- Hans Hartmann von Ow-Wachendorf (1882–1966), deutscher Jurist, Diplomat und Majoratsherr
- Johann Karl von Ow (1814–1882), deutscher Rittergutsbesitzer und Landtagsabgeordneter
- Johannes von Ow († 1481), Großbailli und Großprior des Johanniterordens
- Karl von Ow (1818–1898), deutscher Politiker (Zentrum), MdR
- Maximilian von Ow (1784–1845), deutscher Regierungsbeamter, Rittergutsbesitzer und Landtagsabgeordneter
- Maximilian von Ow (1815–1896), bayerischer General der Infanterie, Oberhofmeister
- Sigismund Felix von Ow-Felldorf (1855–1936), deutscher katholischer Bischof von Passau

## Hartmann von Aue

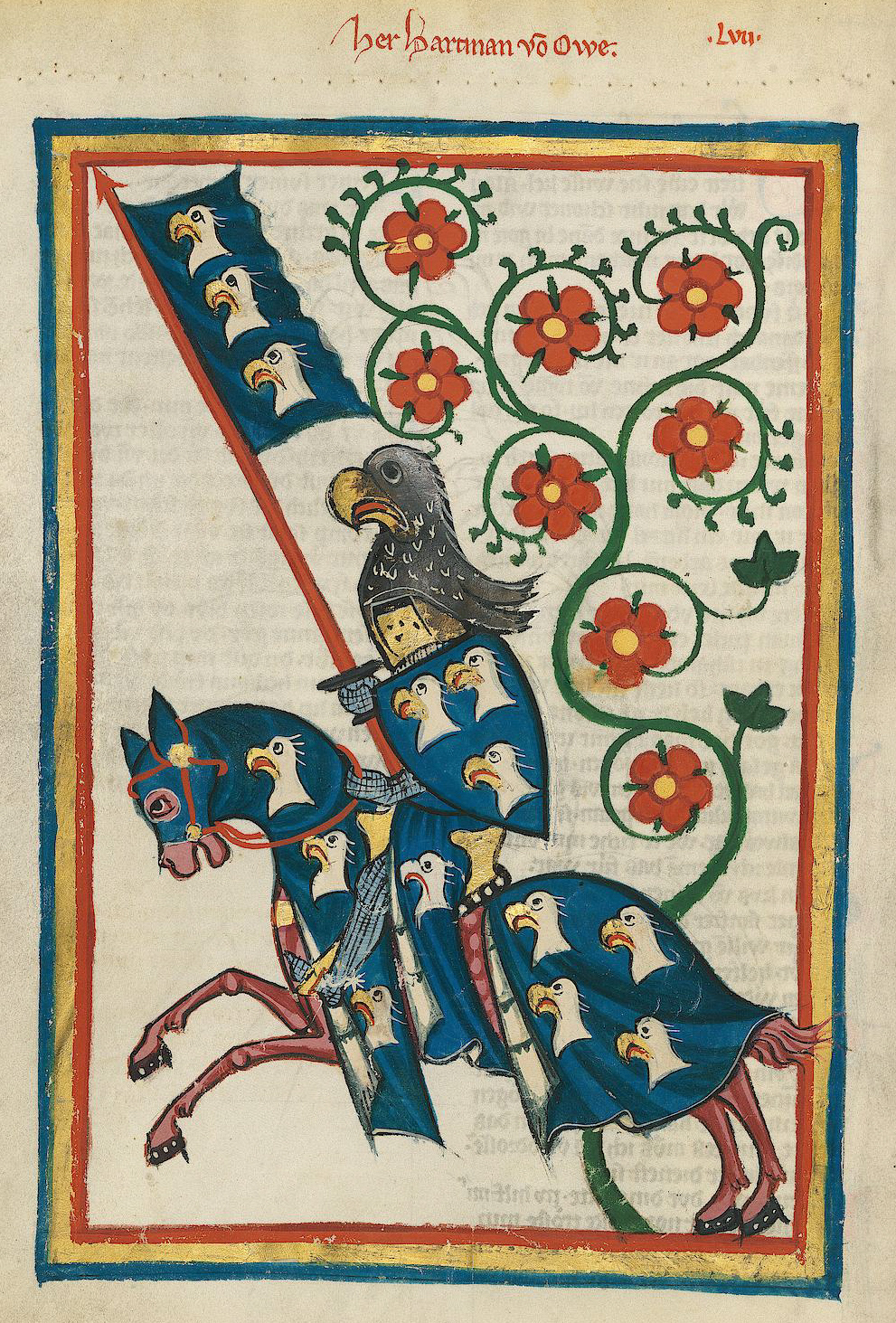
Hartmann von Aue (idealisierte Miniatur im Codex Manesse, fol. 184v, um 1300)

Über die Herkunft des mittelalterlichen Epikers Hartmann von Aue, auch Hartmann von Ouwe († vermutlich zwischen 1210 und 1220) ist nichts Urkundliches überliefert; allein seine Werke lassen Rückschlüsse auf seine Herkunft ziehen. Danach entstammte er dem süddeutschen Ministerialenstand, denn er beschreibt sich selbst als „dienstman was er zouwe“ (Er hieß Hartmann und war Dienstmann zu Aue). Aue oder Au ist ein so häufiger Ortsname, dass sich der genaue Herkunftsort Hartmanns nicht festmachen lässt, diskutiert werden neben Obernau am Neckar, also dem Stammsitz derer von Ow, auch die Orte Au bei Ravensburg (Kloster Weißenau), Au bei Freiburg und Eglisau (im Kanton Zürich).
Allerdings ist der Held seiner Verserzählung Der arme Heinrich ein junger Heinrich von Ouwe (V. 49), der den vürsten gelîch (V. 43) ze Swâben gesezzen (V. 31), also ein im Herzogtum Schwaben fürstengleich ansässiger Adliger. Der Name des Helden entspricht damit dem ab 1112 mehrfach urkundlich genannten Henricus de Owon oder de Owen, welcher der Familie von Ow zuzurechnen ist. Diese gehörte dem Edelfreienstand an, der im Hochmittelalter dem Fürstenstand noch ebenbürtig war, was durch die neuere These ihrer Stammesgleichheit mit den Grafen von Altshausen-Veringen (siehe oben, Ursprung) noch verstärkt wird.
Als Interpretation bietet sich an, hier entweder die poetisch verklärte eigene Familiengeschichte Hartmanns oder eine Huldigung an die Familie eines Auftraggebers für das Epos zu sehen. Da die Nachkommen des fürstengleichen Heinrich durch dessen Ehe mit einem bäuerlichen Mädchen den Adelsstand verloren haben müssten (als Rechtsfolge mangelnder Ebenbürtigkeit), scheint die zweite Erklärung wenig plausibel zu sein. Dagegen hätte Hartmann den Stand seiner eigenen Familie in der unfreien Ministerialität durch eine fürstengleiche Abkunft verklären können. Falls diese Version tatsächlich Anhaltspunkte in der Realität gehabt hat, könnte Hartmann einer in den Ministerialenstand abgesunkenen Morganatenlinie von Nachfahren des genannten Henricus de Owen entstammen, die auf der Burg Ouwe in Obernau Dienstmannen der Herren von Ow waren. Das entsprechende Zitat ist daher auf einem Gedenkstein auf dem Burgareal von Obernau verewigt.